# Gawler
Gawler è un sobborgo di Adelaide, in Australia Meridionale; esso si trova 40 chilometri a nord del centro cittadino ed è la sede della Città di Gawler. Al censimento del 2006 contava 20.006 abitanti.